# 루춘룽
루춘룽(중국어 간체자: 陆春龙, 정체자: 陸春龍, 병음: Lù Chūnlóng, 한자음: 육춘룡, 1989년 4월 8일~)은 중화인민공화국의 체조 선수로 주 종목은 트램펄린이다. 2008년 하계 올림픽에서 금메달, 2012년 하계 올림픽에서 동메달을 획득했으며 세계 선수권 대회에서 금메달 3개, 은메달 2개를 획득했다.